# Mahmud Dowlatabadí
Mahmoud Dowlatabadí (محمود دولت‌آبادی en persa) (Irán; 1 de agosto de 1940) es un escritor.

## Obras
- The Tale of Baba Sobhan
- Klaydar

## Premios y distinciones
- 2003 Premio Karvan, Irán.